# Chrysobothris basalis
Chrysobothris basalis (лат.) — вид жуков-златок рода Chrysobothris из подсемейства Buprestinae. Длина тела взрослых насекомых (имаго) 11—20 мм, ширина 4,5—7,5 мм. Тело со стороны спины бронзовое (от медно-коричневого до почти чёрного), пятна на надкрыльях более светлые. У самцов третий членик антенн треугольный, а у самок — вытянутый. Пигидиум самок со слабым срединным килем. Обитают в Северной Америке (Мексика и США).